# Tunglur
Tunglur is een bestuurslaag in het regentschap Kediri van de provincie Oost-Java, Indonesië. Tunglur telt 8750 inwoners (volkstelling 2010).